# Ава (Іллінойс)
Ава (англ. Ava) — місто (англ. city) в США, в окрузі Джексон штату Іллінойс. Населення — 553 особи (2020).

## Географія
Ава розташована за координатами 37°53′19″ пн. ш. 89°29′47″ зх. д. / 37.88861° пн. ш. 89.49639° зх. д. (37.888524, -89.496305).  За даними Бюро перепису населення США в 2010 році місто мало площу 2,76 км², з яких 2,74 км² — суходіл та 0,02 км² — водойми.

## Демографія
Згідно з переписом 2010 року, у місті мешкали 654 особи в 284 домогосподарствах у складі 191 родини. Густота населення становила 237 осіб/км².  Було 312 помешкання (113/км²).
Расовий склад населення:
| - 99,1 % — білих - 0,3 % — корінних американців - 0,2 % — азіатів |

До двох чи більше рас належало 0,5 %. Частка іспаномовних становила 2,1 % від усіх жителів.
За віковим діапазоном населення розподілялося таким чином: 23,7 % — особи молодші 18 років, 59,5 % — особи у віці 18—64 років, 16,8 % — особи у віці 65 років та старші. Медіана віку мешканця становила 39,8 року. На 100 осіб жіночої статі у місті припадало 92,9 чоловіків;  на 100 жінок у віці від 18 років та старших — 82,8 чоловіків також старших 18 років.
Середній дохід на одне домашнє господарство  становив 54 649 доларів США (медіана — 43 438), а середній дохід на одну сім'ю — 65 448 доларів (медіана — 51 875). За межею бідності перебувало 20,0 % осіб, у тому числі 26,7 % дітей у віці до 18 років та 12,4 % осіб у віці 65 років та старших.
Цивільне працевлаштоване населення становило 316 осіб. Основні галузі зайнятості: освіта, охорона здоров'я та соціальна допомога — 30,7 %, транспорт — 11,1 %, роздрібна торгівля — 10,8 %.